# Zeta Centauri
Alnair eller Zeta Centauri (ζ Centauri, förkortat Zeta Cen, ζ Cen) som är stjärnans Bayerbeteckning, är en dubbelstjärna  belägen i den östra delen av stjärnbilden Kentauren. Den har en kombinerad skenbar magnitud på 2,55 och är synlig för blotta ögat. Baserat på parallaxmätning inom Hipparcosuppdraget på ca 8,5 mas, beräknas den befinna sig på ett avstånd på ca 380 ljusår (ca 117 parsek) från solen.

## Nomenklatur
Zeta Centauri har det traditionella namnet Alnair, som kommer från det arabiska Nayyir Badan Qanṭūris ( نير بطن قنطورس ), vilket betyder "Den starka (stjärnan) i kentaurens kropp".

## Egenskaper
Primärstjärnan Zeta Centauri A är en blå till vit underjättestjärna av spektralklass B2.5 IV. Den har en massa som är ca 7,8 gånger större än solens massa, en radie som är ca 5,8 gånger större än solens och utsänder från dess fotosfär ca 3 730 gånger mera energi än solen vid en effektiv temperatur på ca 23 600 K.
Zeta Centauri är en dubbelsidig spektroskopisk dubbelstjärna, vilket betyder att omloppsrörelsen observeras genom skiften, orsakad av Dopplereffekten, i absorptionslinjerna hos deras kombinerade spektra. De två stjärnorna kretsar kring varandra med en period på något mer än åtta dygn med en excentricitet på ca 0,5. Stjärnornas uppskattade vinkelseparation är 1,4 mas.